# Petre Melikiszwili

Petre Melikiszwili

Petre Melikiszwili (gruz. პეტრე მელიქიშვილი, ur. 1850, zm. 23 marca 1927 w Tbilisi) – gruziński chemik, jeden z twórców i pierwszy rektor Uniwersytetu w Tyflisie. 
W 1868 roku ukończył Pierwsze Gimnazjum w Tbilisi i podjął studia na Wydziale Matematyki i Fizyki Imperatorskiego Uniwersytetu Noworosyjskiego w Odessie. W 1873 roku wyjechał do Niemiec, gdzie przebywał dwa lata, pracując w laboratoriach chemicznych w Tybindze i Karlsruhe. Po powrocie do Odessy kontynuował pracę badawczą w dziedzinie chemii. W 1881 roku uzyskał tytuł magistra na podstawie rozprawy O produktach kwasu akrylowego. 
W 1884 roku uzyskał stanowisko starszego wykładowcy agrochemii na uniwersytecie w Odessie. Rok później, po uzyskaniu stopnia doktora nauk chemicznych objął stanowisko kierownika Zakładu Agrochemii. Zajmował się zarówno chemią organiczną, jak i nieorganiczną. Badał m.in. wpływ składu chemicznego gleby i uwarunkowań klimatycznych na jakość produktów rolnych, w tym pszenicy, wina i sera. Za swoje osiągnięcia naukowe został wyróżniony Złotym Medalem Łomonosowa w 1899 roku.    
W 1918 roku, po utworzeniu Uniwersytetu w Tyflisie, został wybrany jego pierwszym rektorem. Równocześnie kontynuował prowadzenie wykładów, a także organizował laboratoria i pracownie chemiczne w nowo utworzonej uczelni. Po zakończeniu kadencji rektora kontynuował badania agrochemiczne. 
Po śmierci został pochowany w ogrodzie uniwersytetu, gdzie ufundowano mu pomnik autorstwa Iakoba Nikoladze